# Liste der Staatsoberhäupter 519
Übersicht
◄◄ | ◄ | 515 | 516 | 517 | 518 | Liste der Staatsoberhäupter 519 | 520 | 521 | 522 | 523 | ► | ►►

Weitere Ereignisse

## Afrika
- Aksumitisches Reich
  - König: Ousas (ca. 500–ca. 520)

- Reich der Vandalen
  - König: Thrasamund (496–523)

## Amerika
- Maya
  - Palenque
    - König: Ahkal Mo' Nahb I. (501–524)

  - Tikal
    - König: Kaloomte’ B’alam (508–527)

## Asien
- Bagan
  - König: Thaiktaing (516–523)

- China
  - Kaiser: Liang Wu Di (502–549)
  - Nördliche Wei-Dynastie: Xiao Ming (515–528)

- Iberien (Kartlien)
  - König: Datschi (502–534)

- Indien
  - Gupta-Reich
    - König: Narasimhagupta Baladitya II. (510–532)

  - Kadamba
    - König: Ravi Varman (500–538)

  - Pallava
    - König: Kumaravisnu II. (500–520)

- Japan
  - Kaiser: Keitai (507–531)

- Korea
  - Baekje
    - König: Muryeong (501–523)

  - Gaya
    - König: Gyumji (492–521)

  - Goguryeo
    - König: Munjamyeong (491–519)
    - König: Anjang (519–531)

  - Silla
    - König: Beopheung (514–540)

- Lachmidenreich
  - König: Mundir III. (505–554)

- Sassanidenreich
  - Schah (Großkönig): Kavadh I. (499–531)

## Europa
- England (Heptarchie)
  - Kent
    - König: Ohta (512–522/539)

  - Sussex
    - König: Cissa von Sussex (um 500–um 550)

  - Wessex
    - König: Cerdic (519–534)

- Langobardenreich
  - König: Wacho (510–540)

- Reich der Burgunden
  - König: Sigismund (501–524)

- Fränkisches Reich
  - Teilkönigreich Paris König: Childebert I. (511–558)
  - Reich von Metz König: Theuderich I. (511–533)
  - Reich von Soissons König: Chlothar I. (511–558)
  - Reich von Orléans König: Chlodomer (511–524)

- Ostgotenreich
  - König: Theoderich der Große (474–526)
    - Konsul: Eutharich (519)

- Oströmisches Reich
  - Kaiser: Justin I. (518–527)
    - Konsul: Justin I. (519)

- Schottland
  - Dalriada
    - König: Comgall (507–538)

- Wales
  - Gwynedd
    - König: Cadwallon Lawhir ap Einion (ca. 500–ca. 520)

- Westgotenreich
  - König: Theoderich der Große (511–526)

## Religiöse Führer
- Papst: Hormisdas (514–523)
- Patriarch von Konstantinopel: Johannes II. Kappadokes (518–520)